# Thlewiaza River
Thlewiaza River är ett vattendrag i Kanada.   Det rinner upp i provinsen Manitoba och mynnar i Hudson Bay i territoriet Nunavut, i den centrala delen av landet, 2 100 km nordväst om huvudstaden Ottawa.